# اسکار گرده
اسکار گرده (مجاری: Gerde Oszkár؛ ۸ ژوئیه ۱۸۸۳ – ۸ اکتبر ۱۹۴۴) شمشیرباز اهل مجارستان بود.
وی در مسابقات کشوری و بین‌المللی در مجموع برندهٔ ۲ مدال طلا شده‌است.